# أليكس بوريميروف
أليكس بوريميروف هو لاعب كرة قدم بلغاري في مركز الوسط، ولد في 13 مايو 1998 في بلغاريا. لعب مع ليفسكي صوفيا.

## وصلات خارجية
- أليكس بوريميروف على موقع قاعدة بيانات كرة القدم.إي يو (الإنجليزية)
- أليكس بوريميروف على موقع Soccerway.com (الإنجليزية)